# Mord na cmentarzu żydowskim w Koninie
Mord na cmentarzu żydowskim w Koninie – masowe morderstwo przeprowadzone 10 listopada 1939 roku na terenie cmentarza żydowskiego w Koninie przez Niemców na grupie co najmniej 56 Polaków.

## Historia
W październiku 1939 roku Niemcy rozpoczęli akcję masowego aresztowania Polaków. Działania te miały za zadanie zapobiec powstaniu podziemia zbrojnego oraz wynikały z chęci zastraszenia polskiej ludności. W pierwszej kolejności aresztowano przedstawicieli inteligencji, niektórych uczestników kampanii wrześniowej oraz osoby znane z antyhitlerowskich postaw i działalności w organizacjach patriotycznych.
Pierwszymi aresztowanymi na terenie powiatu konińskiego byli mieszkańcy wsi Goranin, którzy we wrześniu 1939 roku weszli w skład tzw. „Straży Obywatelskiej”, powołanej przez władze polskie do pilnowania słupów telegraficznych stojących wzdłuż szosy. Wśród kolejnych aresztowanych znaleźli się m.in., pochodzący z Kleczewa i Sompolna, członkowie przedwojennej organizacji strzeleckiej „Strzelec”, właściciel majątku Grodziec hr. Stanisław Kwilecki, kierownik szkoły powszechnej w Grodźcu i członek PPS-u Józef Pęcherski, sekretarz gminy Sławoszewek Władysław Szmyt, właściciel fabryki fajansu w Kole Czesław Freudenreich oraz prezes lokalnego Stronnictwa Narodowego i naczelnik OSP w Kazimierzu Biskupim Teofil Rogowicz.
Z zeznań świadków wynika, że aresztowań dokonywali żołnierze SS, gestapowcy i żandarmi.
Aresztowanych przetrzymywano w Koninie w więzieniu przy ul. Wodnej oraz w siedzibie Gestapo na ulicy Szarych Szeregów. Rodzinom umożliwiono dostarczanie im paczek żywnościowych i bielizny. 10 listopada 1939 roku w Koninie pojawiła się duża grupa umundurowanych funkcjonariuszy Gestapo lub SS. Późniejsze dochodzenia nie zdołały ustalić, skąd pochodzili i czy byli wśród nich funkcjonariusze miejscowego Gestapo. W tym samym dniu w więzieniu przy ul. Wodnej, wśród osadzonych tam Polaków, została przeprowadzona selekcja, polegająca na wywoływaniu z cel określonych osób. Nigdy nie ustalono jednak, jakimi kryteriami kierowano się przy selekcji osadzonych. Wiadomo, że wśród skazanych przypadkowo znalazł się były żołnierz armii pruskiej i komendant policji w Kleczewie – Franciszek Borowski, pełniący wówczas funkcję więziennego tłumacza. Został wytypowany na miejsce nieobecnej wyczytanej osoby. Następnie grupa więźniów została przewieziona do aresztu Gestapo, gdzie prawdopodobnie przeprowadzono podobną selekcję wśród tamtejszych osadzonych. W godzinach popołudniowych 10 listopada 1939 roku wszyscy wywołani według listy, zarówno z więzienia, jak i budynku Gestapo, zostali pod eskortą przewiezieni na teren konińskiego cmentarza żydowskiego. Nie jest wiadome, czy skazani zostali przewiezieni jednym samochodem ciężarowym, czy kilkoma.
Aresztowanych ustawiano w szeregu po kilku nad dołem, wcześniej wykopanym przez kilku Żydów (dół miał długość i szerokość kilkudziesięciu metrów i głębokość około 1,5 metra). Do Polaków Niemcy oddawali pojedyncze strzały, strzelając im w tył głowy z pistoletów. Jeżeli ktoś nie został zabity, to nie strzelano do niego drugi raz, tylko wrzucano do dołu. Po egzekucji dół zasypano. Żadna z rozstrzelanych osób nie stanęła wcześniej przed niemieckim sądem ani nie usłyszała wyroku skazującego. W późniejszym czasie Niemcy całkowicie zniszczyli cmentarz, urządzając w tym miejscu plac ćwiczeń wojskowych.
Do dziś nie wiadomo, ile osób zostało zamordowanych. Według części relacji 10 listopada 1939 roku mogło stracić życie nawet 250 osób. W listopadzie 1945 roku przeprowadzono ekshumację, dzięki której odnaleziono 56 ciał. Nie wykluczono jednak możliwości, że zamordowanych mogło być więcej.
Ustalono, że zwłoki zakopane były w pięciu warstwach, z których pierwsze trzy uległy całkowitemu rozłożeniu. W dwóch dolnych warstwach zwłoki uległy zwoskowaceniu, a przy niektórych odnaleziono szczątki dokumentów, co umożliwiło ich identyfikację. W sumie zidentyfikowano wówczas siedem osób. Sporządzony wówczas protokół nie zachował się do dzisiaj. Po ekshumacji zwłoki, poza kilkoma zabranymi przez rodziny, zostały złożone we wspólnej mogile na cmentarzu katolickim przy ulicy Kolskiej w Koninie.

## Zidentyfikowane ofiary mordu
1. Władysław Cegielski – członek „Straży Obywatelskiej” z Goranina;
2. Kazimierz Czerniak (Cierniak);
3. Stanisław Dybała – członek „Straży Obywatelskiej” z Goranina;
4. Franciszek Borowski;
5. Czesław Freudenreich – właściciel fabryki fajansu w Kole, członek „Związku Zachodniego”;
6. Krystyna Alina Freudenreich – córka Czesława, członkini „Związku Zachodniego”;
7. Ludwik Gotowała – członek przedwojennej organizacji „Strzelec” z Kleczewa;
8. Karol Gogulski;
9. Marianna Grajek;
10. Zofia Grajek;
11. Bolesław Heft – rzeźnik z Kleczewa;
12. Kamieński;
13. Stanisław Kamyszek – członek „Straży Obywatelskiej” z Goranina;
14. Władysław Kazimierski;
15. Leon Kończak;
16. Stefan Kopiecki – członek „Straży Obywatelskiej” z Goranina;
17. Eugeniusz Kortylewicz;
18. Wanda Jadwiga Kortylewicz;
19. Marian Kryński – pracownik konińskiego gimnazjum;
20. Władysław Kruszyński;
21. Regina Kubaszewska;
22. Tadeusz Kwiatkowski;
23. Stanisław Franciszek Kwilecki – hrabia, ziemianin, właściciel majątku Grodziec, działacz społeczny, oficer Wojska Polskiego, powstaniec wielkopolski;
24. Franciszek Lewicki – instruktor przedwojennej organizacji „Strzelec” z Sompolna, pracownik tamtejszej poczty;
25. Bronisław Lewandowski – członek „Straży Obywatelskiej” z Goranina;
26. Franciszek Lewandowski;
27. Stefan Małkowski – członek „Straży Obywatelskiej” z Goranina;
28. Józef Mikuła;
29. Józef Mazik;
30. Franciszek Ograbek – kierownik placówki pocztowej w Grodźcu;
31. Palik;
32. Józef Pęcherski – kierownik szkoły powszechnej w Grodźcu, działacz społeczny, członek PPS-u;
33. Tadeusz Piskorski;
34. Stanisław Radolak – rolnik z Głodna;
35. Eugeniusz Antoni Rachubiński – członek przedwojennej organizacji „Strzelec” z Kleczewa;
36. Teofil Rogowicz – rzemieślnik, prezes lokalnego Stronnictwa Narodowego, wieloletni naczelnik, sekretarz i współzałożyciel OSP Kazimierz Biskupi[6];
37. Kazimierz Rogowski;
38. Adam Rybarczyk;
39. Szczepan Rybarczyk;
40. Wincenty Rzepka – członek „Straży Obywatelskiej” z Goranina;
41. Emilian Skarżyński;
42. Leon Spych – działacz społeczny z Głodna;
43. Franciszek Swoszowski – nauczyciel z Kleczewa;
44. Szczygielski;
45. Franciszek Szkudelski (vel Kudelski vel Kudełka) – rolnik ze wsi Kaliska;
46. Dominik Szkudlarek – członek „Straży Obywatelskiej” z Goranina;
47. Władysław Szmyt – sekretarz gminy Sławoszewek;
48. Franciszek Tomaszewski;
49. Edward Walota;
50. Józef Wartalski;
51. Czesław Wieczorek;
52. Wietzke – rolnik z Grodźca;
53. Stanisław Franciszek Wróblewski – członek przedwojennej organizacji „Strzelec” z Kleczewa[12][8][13][5][1][2][4][6]

W monografii pt. Dzieje Kazimierza Biskupiego z 2001 roku można znaleźć informację o dwóch innych ofiarach znanych z nazwiska i imienia. Tymi ofiarami mieli być:
1. Aleksander Jaśniewski – robotnik z Kazimierza Biskupiego;
2. Zygmunt Tomaszewski – robotnik z Kazimierza Biskupiego (być może tożsamy z Franciszkiem Tomaszewskim)[4][13].

## Śledztwo
Wszczynano kilka śledztw w sprawie mordu na mieszkańcach powiatu konińskiego, jednak żadne z nich nie wykryło sprawców masakry. Według relacji świadków sprawcami byli bliżej nieznani funkcjonariusze Gestapo, prawdopodobnie związani z Koninem lub Kaliszem.
- W 1971 prokuratura w Monachium umorzyła śledztwo w sprawie ludobójstwa z 10 listopada 1939 roku wobec niewykrycia sprawców przestępstwa.
- 10 czerwca 1974 roku Okręgowa Komisja Badania Zbrodni Hitlerowskich w Poznaniu, z podobnych powodów co niemiecka prokuratura, zawiesiła śledztwo w sprawie rozstrzelanych Polaków.
- 7 grudnia 1983 roku śledztwo w sprawie przebywania domniemanych sprawców zbrodni poza granicami Polski, zostało zawieszone postanowieniem prokuratora Okręgowej Komisji Badania Zbrodni Hitlerowskich w Polsce.
- 19 kwietnia 2002 roku Oddziałowa Komisja Ścigania Zbrodni przeciwko Narodowi Polskiemu w Poznaniu wszczęła śledztwo w sprawie jednej z ofiar – Stefana Małkowskiego.
- 3 lutego 2006 roku prokurator Oddziałowej Komisji Ścigania Zbrodni przeciwko Narodowi Polskiemu w Poznaniu, wobec niewykrycia sprawców przestępstwa, umorzył śledztwo w sprawie zbrodni ludobójstwa w Koninie[1][10].

## Upamiętnienie
W 1959 roku dzięki staraniom mieszkańców powiatu konińskiego i ZBoWiD-u został postawiony pomnik poświęcony pomordowanym na żydowskim cmentarzu. Czterdzieści lat później pomnik pokryto okładziną ceramiczną i uzupełniono o jeszcze jedną tablicę pamiątkową. 10 listopada 2022 roku umieszczono przy pomniku tablicę z imionami i nazwiskami zidentyfikowanych ofiar. Na tę uroczystość władze miasta zaprosiły tylko kilku z potomków i krewnych pomordowanych.
Na cmentarzu przy ulicy Kolskiej znajduje się płyta nagrobna poświęcona zamordowanym z cmentarza żydowskiego oraz szereg innych płyt, dotyczących poszczególnych ofiar.